# Platou de filmare

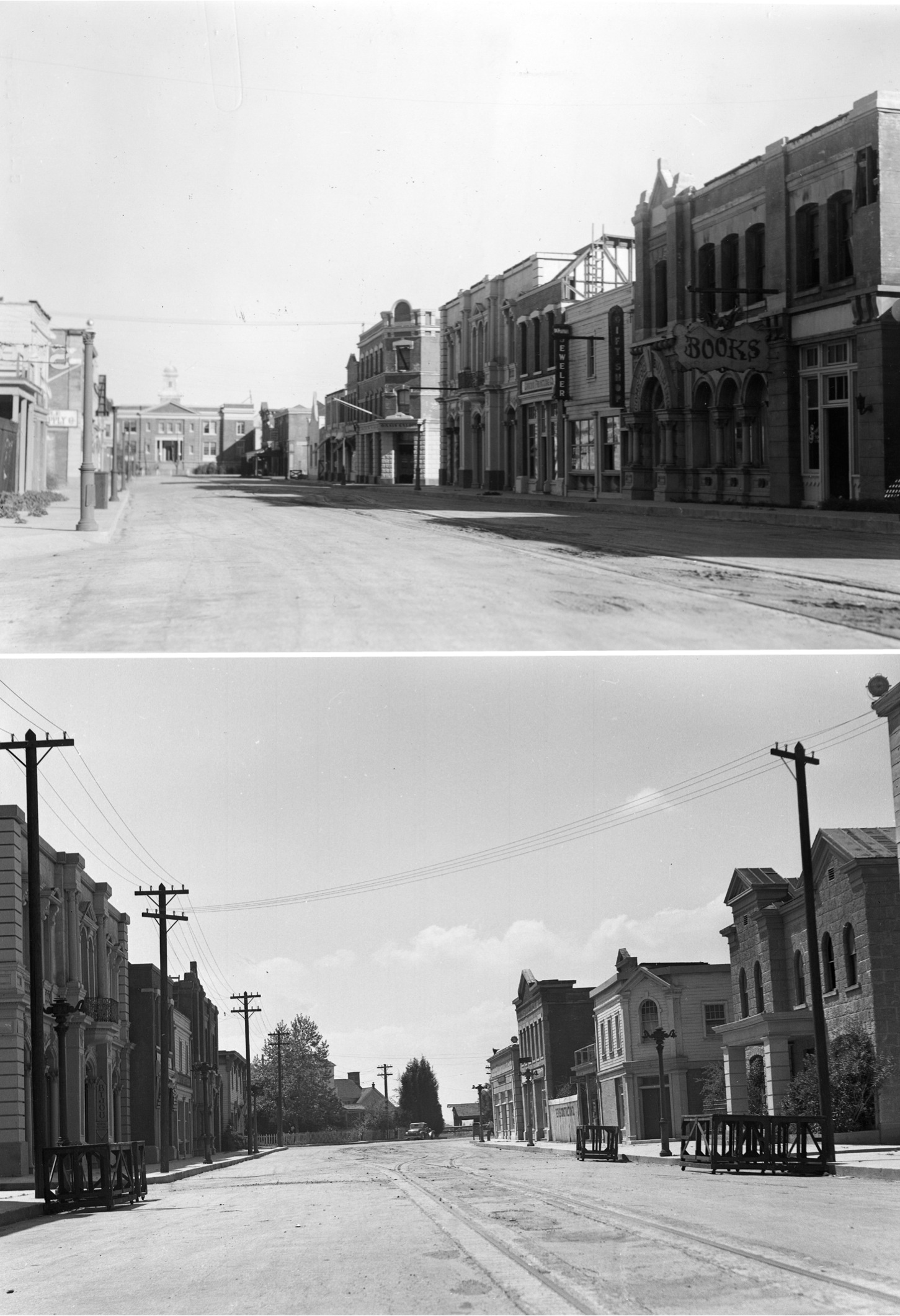
Decoruri de orășel folosite de RKO Studios în Encino, "Bedford Falls", la filmul lui Frank Capra O viață minunată din 1946.

Un platou de filmare (sau decor cinematografic) este o locație mobilată, adesea situată într-un studio de film, dedicată filmării scenelor cinematografice.
Dacă filmările au loc într-un studio, platoul este locul în care este amenajat decorul și unde sunt realizate filmările. Designul decorului este una dintre principalele responsabilități ale designerului de producție.
Primele platouri de film mut au fost încăperi formate din trei pereți, fără tavan sau cu acoperiș de sticlă pentru a se folosi lumina zilei, până când progresele în sensibilitatea emulsiilor și în puterea luminii artificiale au permis o expunere suficientă a filmului.
Platourile moderne sunt izolate fonic pentru a absorbi zgomotul extern și pentru a permite înregistrarea directă a sunetului.